# Gambassi Terme
Gambassi Terme is een gemeente in de Italiaanse provincie Florence (regio Toscane) en telt 4828 inwoners (31-12-2004). De oppervlakte bedraagt 83,1 km², de bevolkingsdichtheid is 58 inwoners per km².

## Demografie
Gambassi Terme telt ongeveer 1778 huishoudens. Het aantal inwoners steeg in de periode 1991-2001 met 11,7% volgens cijfers uit de tienjaarlijkse volkstellingen van ISTAT.
| Jaar | Inwoneraantal |
| ---- | ------------- |
| 1991 | 4215          |
| 2001 | 4709          |

## Geografie
De gemeente ligt op ongeveer 332 m boven zeeniveau.
Gambassi Terme grenst aan de volgende gemeenten: Castelfiorentino, Certaldo, Montaione, San Gimignano (SI) en Volterra (PI).

## Galerij

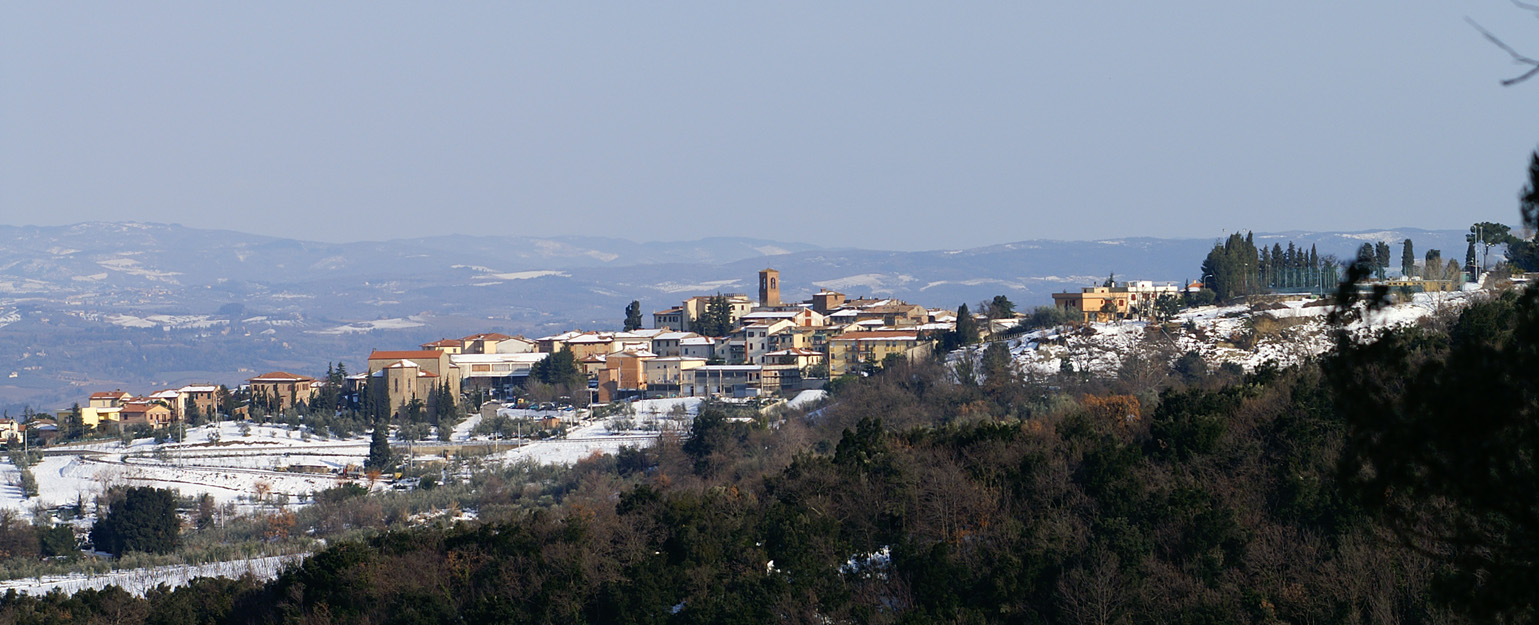
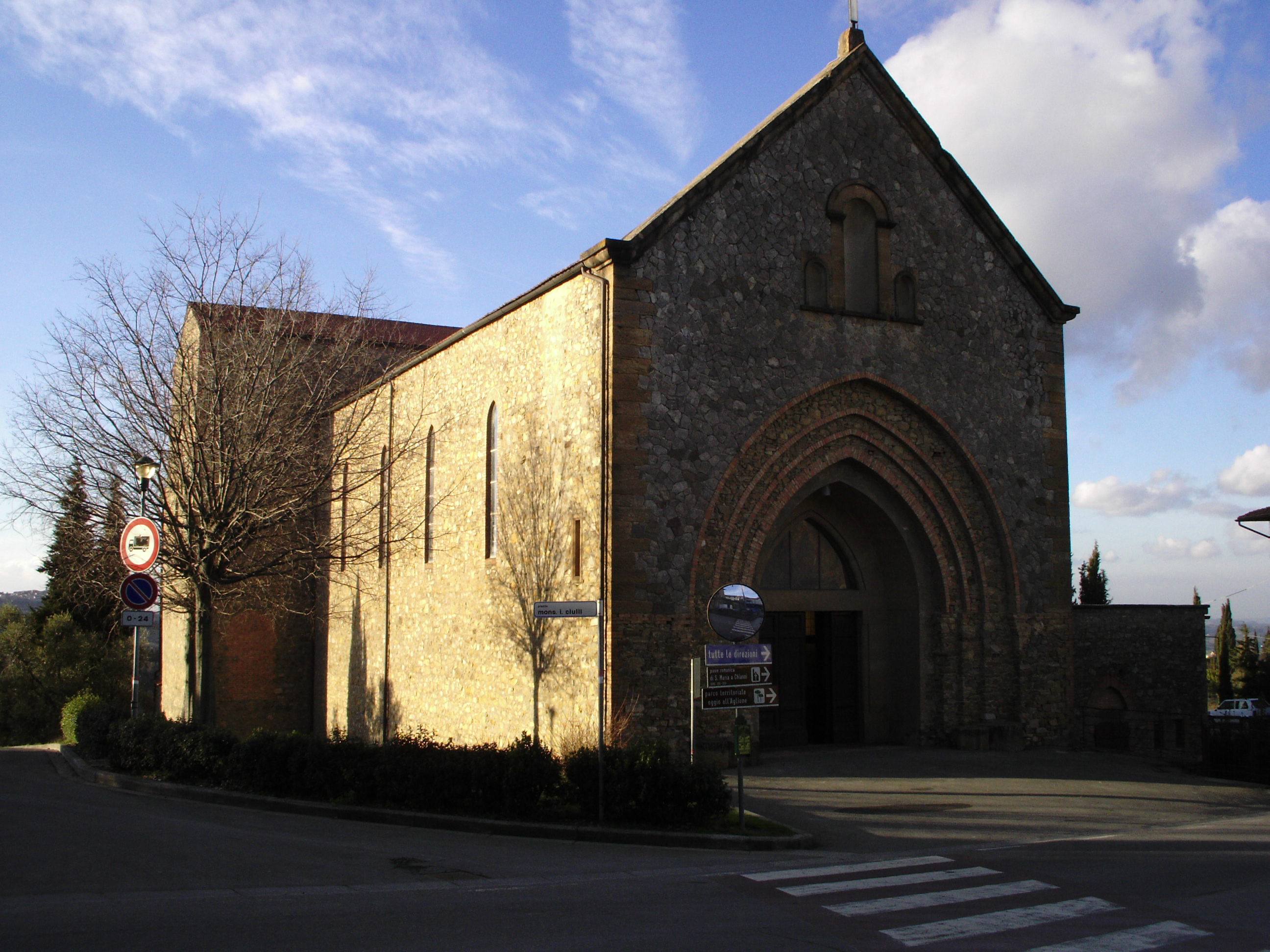
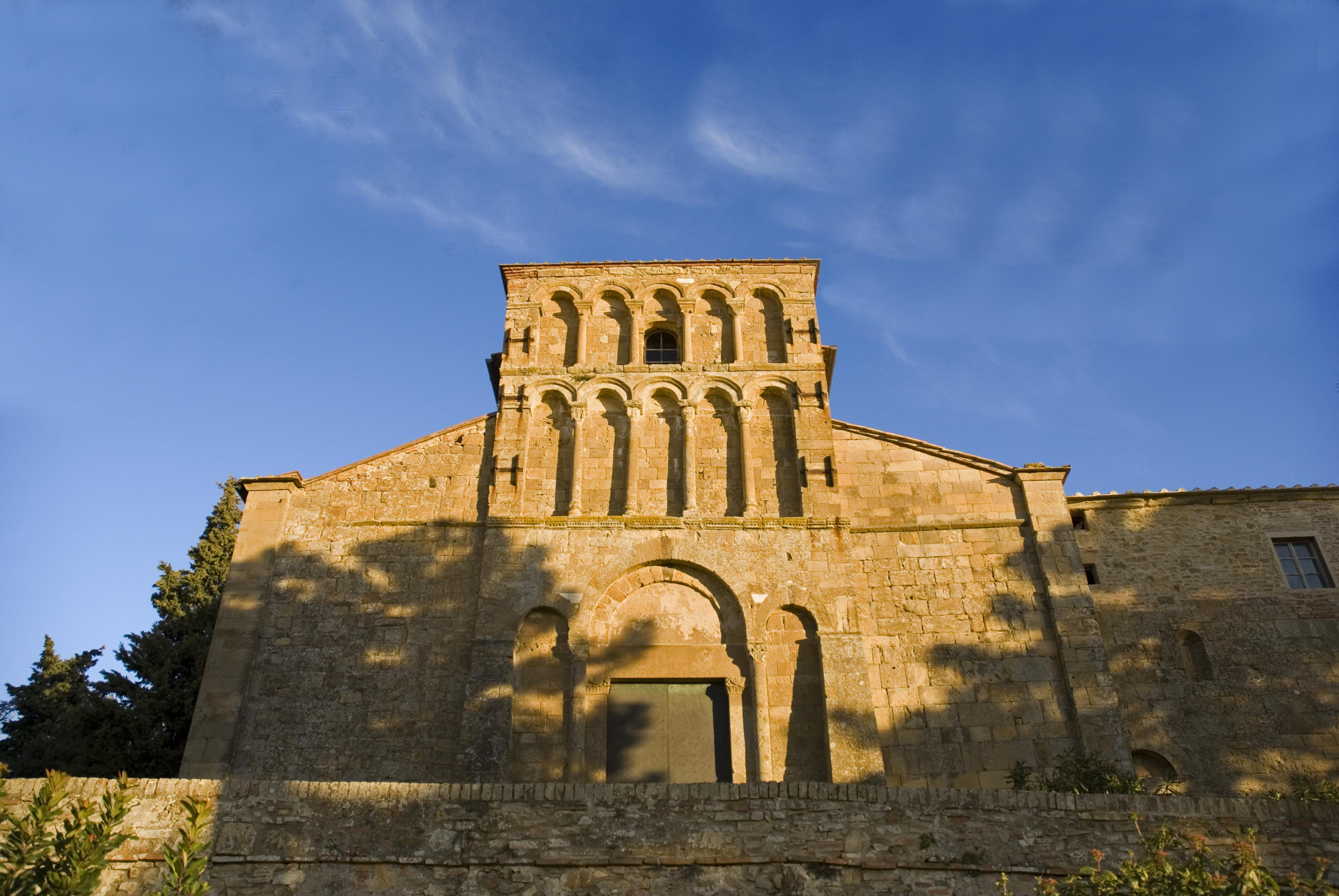
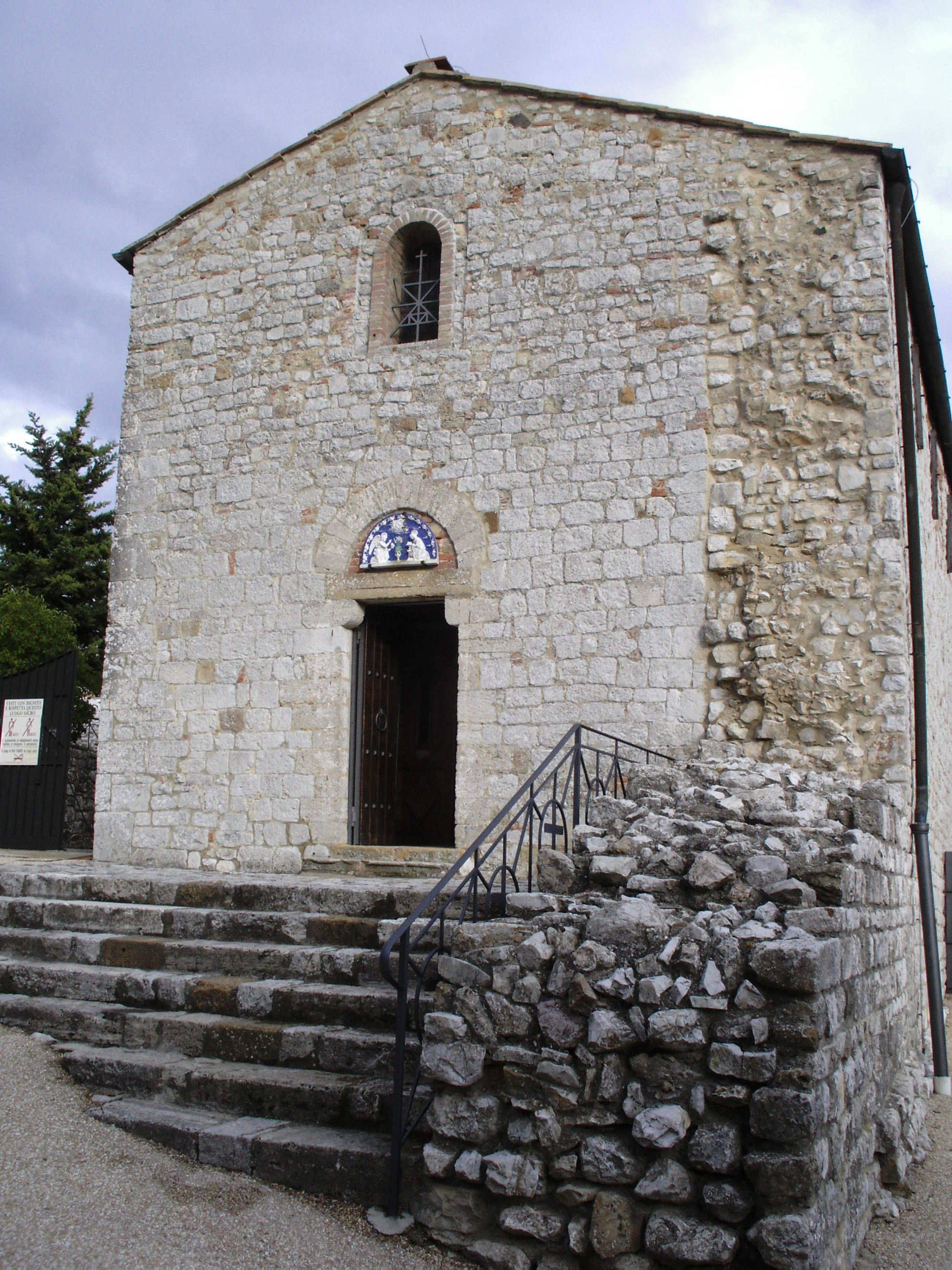

## Geboren
- Pietro Chesi (1902-1944), wielrenner